# Carl Wilhelm Oseen
Carl Wilhelm Oseen (Lund, 1879 — Uppsala, 1944) foi um físico sueco. Foi professor da Universidade de Upsália e diretor do Instituto Nobel de Física Teórica em Estocolmo. Oseen formulou os fundamentos da teoria da elasticidade de cristais líquidos (teoria da elasticidade de Oseen), bem como as equações de Oseen para o escoamento de fluidos viscosos com pequeno número de Reynolds.
Oseen foi membro da Academia Real das Ciências da Suécia em 1921, e membro do comitê da academia do Prêmio Nobel para física em 1922. Foi Oseen que indicou Albert Einstein para o Nobel de Física de 1921, por seu trabalho sobre o efeito fotoelétrico. (Como catedrático de uma universidade sueca, Oseen tinha o direito de indicar candidato ao Prêmio Nobel.)